# Masillabune
Masillabune és un gènere de mamífer artiodàctil prehistòric de la família dels queropotàmids que visqué a Europa durant l'Eocè mitjà, entre fa 47 i fa 43 milions d'anys. Se'l coneix a partir de dos esquelets fòssils relativament complets trobats al jaciment de Messel i el jaciment de la Geiseltal.